# Hermann Buhl
Hermann Buhl (Innsbruck, 21 settembre 1924 – Chogolisa, 27 giugno 1957) è stato un alpinista austriaco.
Praticò un alpinismo estremo, ed è considerato uno dei più grandi alpinisti di tutti i tempi.

## Biografia

Buhl in arrampicata nelle Dolomiti

Dopo un ardimentoso apprendistato sulle impegnative vette vicine alla città natale e dopo l'esperienza della seconda guerra mondiale, intraprese la salita delle principali cime delle Alpi per vie nuove e difficili, prevalentemente in solitaria. Nel 1950 ripeté in prima invernale la via Soldà sulla parete sud-ovest della Marmolada e salì le Aiguilles de Chamonix.

Buhl nel Gruppo del Sella

Nel 1952, dopo aver fatto la prima ripetizione in solitaria (in sole 4 ore circa, contro i 3-4 giorni delle normali cordate) della via aperta da Cassin sulla parete nord-est del Pizzo Badile (e percorrendo in bicicletta la strada da e per Innsbruck, lontana 240 km), effettuò col compagno Sepp Jöchler l'ottava ascensione alla parete nord dell'Eiger. In quest'occasione si trovò alla testa di una cordata di nove persone: a lui e Sepp si erano unite la cordata dei fratelli Maag e una cordata francese formata da Gaston Rébuffat, Paul Habran, Jean Bruneau, Pierre Leroux e Guido Magnone. Pesantemente rallentati da condizioni meteorologiche e della parete pessime, i nove furono condotti da Buhl fino oltre le fessure di uscita della parete, dove, ormai sfinito, Buhl dovette cedere il comando della cordata a Jöchler.

Buhl sulla vetta del Pizzo Badile dopo la salita solitaria della parete nord-est

Nel 1953 partecipò alla spedizione austro-tedesca al Nanga Parbat (8.125 m, Himalaya), effettuandone la prima ascesa assoluta, senza ossigeno e da solo a partire dall'ultimo campo (unico caso fra le prime assolute di un ottomila). Nel corso di 40 ore Buhl percorse da solo una via non solo di grande dislivello, ma anche di notevole sviluppo di lunghezza; colto dall'oscurità all'inizio della discesa, in parete e senza la possibilità di cercare un luogo più idoneo per bivaccare, Buhl dovette trascorrere la notte in piedi appoggiato alla parete e privo di sacco da bivacco, ad una quota di circa 8000 metri. La sua è considerata fra le più grandi imprese della storia dell'alpinismo. Buhl riportò gravi congelamenti ai piedi, in seguito ai quali gli furono amputate due dita del piede destro. Durante la parte terminale della salita fece uso del Pervitin, una metanfetamina, che aveva portato con sé in caso di emergenza.
Nel 1955 Buhl fece la sua comparsa a Macugnaga per salire la famosa parete est del Monte Rosa. Compì una solitaria al Silbersattel (Sella d'argento, 4.515 m), il colle più alto delle Alpi, aperto tra le punte Dufour e Nordend, e discese a Zermatt, dove era atteso per un convegno. Più tardi disse: "Dovevo arrivare a Zermatt e volli farlo dall'ingresso più degno".
Con il compagno Kurt Diemberger effettuò poi nel 1957 la prima ascensione, sempre senza ossigeno, del Broad Peak (8.047 m, nel Karakorum), diventando così il primo salitore di due ottomila. Per motivi organizzativi, la spedizione si trovò senza portatori prima del campo base; Buhl ne approfittò per reimpostare l'organizzazione della spedizione, affrontando la salita come se si fosse trattato di un'ascensione nelle Alpi Occidentali, senza appoggi esterni, senza ossigeno supplementare e con attrezzatura relativamente leggera. Questo stile venne definito dallo stesso Buhl "stile delle Alpi Occidentali" ed aprì la strada a quello che successivamente venne definito "stile alpino". Proprio mentre con lo stesso Diemberger pochi giorni dopo saliva sul Chogolisa (7.645 m, sempre nel Karakorum), il crollo di una cornice nevosa provocò la sua tragica morte. Nonostante le ricerche, il corpo non venne mai ritrovato.
Autore di alcuni scritti relativi alle sue ascensioni, è rimasta famosa la sua autobiografia, tradotta in italiano col titolo È buio sul ghiacciaio, pubblicata dalla S.E.I. nel 1960 e successivamente ristampata più volte. Su di lui hanno scritto vari autori, in particolare Kurt Diemberger e Reinhold Messner, che ne hanno esaltato le doti e la personalità. Messner, in particolare, si è a lui ispirato per utilizzare, anche sulle grandi cime himalayane, la tecnica di salita "in stile alpino", cioè privilegiando rapidità e compattezza rispetto alle imponenti spedizioni che si ritenevano in precedenza necessarie per conquistare le altissime vette.